# Pont-Saint-Martin, Loire-Atlantique

Pont-Saint-Martin este o comună în departamentul Loire-Atlantique, Franța. În 2009 avea o populație de 5,656 de locuitori.